# Pordenone Calcio
Pordenone Calcio ist ein italienischer Fußballverein aus Pordenone. Der Verein wurde 1920 gegründet und trägt seine Heimspiele ursprünglich im Stadio Ottavio Bottecchia an der Via dello Stadio in Pordenone aus. Es bietet Platz für 2.500 Zuschauer. Pordenone Calcio spielte in der Saison 2019/20 erstmals in der zweithöchsten Spielklasse, der Serie B. Dort wich die 1. Mannschaft auf das größere und modernere Stadion Dacia Arena des friaulischen Erstligisten Udinese Calcio aus. Nach der Wiederaufnahme des Spielbetriebs richtete der Verein seine Heimspiele im Stadio Nereo Rocco in Triest aus. Seit seiner zweiten Serie-B-Saison ist das Stadio Guido Teghil in Lignano Sabbiadoro die Heimspielstätte des Klubs. Sämtliche Partien dieser Saison fanden ohne Zuschauer statt. Auch in der dritten Serie-B-Saison ist das etwa 50 km von Pordenone entfernte Stadio Guido Teghil in Lignano Sabbiadoro an der Adria der Spielort der 1. Mannschaft.

## Geschichte
Das heutige Pordenone Calcio wurde im Jahre 1920 unter dem Namen Football Club Pordenone gegründet. Zuvor hatte bereits seit 1913 ein städtischer Verein namens Unione Sportiva Pordenone in der Stadt in Friaul-Julisch Venetien existiert. Dieser wurde jedoch im Laufe des Ersten Weltkriegs aufgelöst. Der FC Pordenone spielte zunächst einige Jahre im regionalen Spielbetrieb der Region und konnte schließlich zur Saison 1926/27 erstmals in die Seconda Divisione, ihres Zeichens damals zweithöchste Stufe der italienischen Fußballmeisterschaft, aufsteigen. Mit Gründung der Serie A und Serie B 1929 versank man allerdings zusehends in der Bedeutungslosigkeit des regionalen Calcio. Ebenfalls 1929 benannte sich der Verein zwischenzeitlich in Pordenone Liber Football Club um. In den Jahren darauf folgten eine große Zahl an Namensänderungen. Erst 1945 fand man mit Associazione Calcio Pordenone einen Vereinsnamen, der sich einige Jahrzehnte hielt. 1926 wurde das Stadio Ottavio Bottecchia, zunächst noch unter dem Namen Stadio Littorio als Heimstätte des Vereins eröffnet. Es ist seit 1945 benannt nach Ottavio Bottecchia, einem 1927 ermordeten italienischen Radrennfahrer.
Dem damaligen OND Pordenone gelang 1939 der erstmalige Aufstieg in die Serie C, wo man sich im Folgejahr jedoch nicht halten konnte. 1941 gelang der direkte Wiederaufstieg, gefolgt vom erneuten direkten Wiederabstieg. Nach dem Ende des Zweiten Weltkriegs spielte der AC Pordenone einige Jahre viertklassig, ehe 1958 die Rückkehr in die Serie C gelang. Dort gelang als Einundzwanzigster knapp der Klassenerhalt, in den Jahren darauf etablierte sich der Verein allerdings in der dritten Liga und spielte fortan bis 1964 dort. Nach dem Abstieg in die Serie D agierte der AC Pordenone dort langjährig bis 1979, was insgesamt fünfzehn Spielzeiten am Stück in der Girone C Der Serie D bedeutete. Ebenfalls lang dauerte daraufhin der Aufenthalt in der Serie C2. Zwischen 1979/80 und 1988/89 stehen zehn Spielzeiten in Serie in dieser Liga zu Buche. In diese Zeit fällt auch die bis heute letzten Namensänderung des Verein aus Pordenone. Im Sommer 1985 wechselte man den Vereinsnamen hin zu Pordenone Calcio.
Nach dem Abstieg aus der Serie C2 1989 folgten schwierige Zeiten für Pordenone Calcio. Nach zwei weiteren Abstiegen in Serie war man 1991 in der Prima Categoria Friuli-Venezia Giulia und damit auf dem siebthöchsten Level des italienischen Fußballs angekommen. Im tiefen Regionalfußball verblieb man schließlich bis 2000, als die Rückkehr in die Serie D gelang. Nachdem man den direkten Durchmarsch in die Serie C2 in der Saison 2000/01 nur knapp verpasst hatte, gelang dieses Unterfangen ein Jahr darauf. Trotz Klassenerhalt in der Serie C2 musste Pordenone Calcio wieder absteigen, finanzielle Probleme machten einen weiteren Spielbetrieb in der vierten Liga unmöglich. Man startete erneut im Amateurfußball neu und kehrte 2006 in die Serie D zurück. Nach dem direkten Wiederabstieg im Jahr darauf stieg man ein weiteres Jahr später wieder in die fünfte Liga auf und etablierte sich dort. Mit der Ligareform 2014 qualifizierte sich Pordenone Calcio für die neu eingeführte Lega Pro, wo man in der ersten Saison nur aufgrund des Lizenzentzuges gegen den AC Monza Brianza die Klasse hielt.

## Erfolge
- Serie D: 1 × (2013/14)
- Serie C: 1 × (2018/19)

## Ehemalige Spieler
- Omero Tognon (1956–1958)
- Giorgio Rossano (1958–1959)
- Giuseppe Pillon (1981–1982)
- Loris Dominissini (1982–1983)
- Manuel Pasqual (2000–2001)
- Saša Bjelanović (2015)

## Ehemalige Trainer
- Paride Tumburus (1972–1973, 1974–1975)
- Edoardo Reja (1981–1982)
- Adriano Fedele (2001–2004)
- Massimo Pavanel (2007–2009)
- Giovanni Bosi (2009–2011)
- Rodolfo Vanoli (2011)
- Giovanni Soncin (2011–2013)
- Fabio Rossitto (2013)
- Carmine Parlato (2013–2014)
- Lamberto Zauli (2014)
- Stefano Daniel (2014)
- Luciano Foschi (2014)
- Fabio Rossitto (2014–2015)
- Bruno Tedino (2015–2017)
- Leonardo Colucci (2017–2018)
- Fabio Rossitto (2018)
- Attilio Tesser (2018–2021)
- Maurizio Domizzi (2021)
- Massimo Paci (2021)
- Massimo Rastelli (2021)
- Bruno Tedino (2021–2022)
- Domenico Di Carlo (ab 2022)